# FFH-Gebiet Seen des mittleren Schwentinesystems und Umgebung
Das FFH-Gebiet Seen des mittleren Schwentinesystems und Umgebung ist ein NATURA 2000-Schutzgebiet in Schleswig-Holstein im Kreis Plön in den Gemeinden Nehmten, Plön, Dersau, Ascheberg (Holstein), Dörnick, Wahlstorf, Wittmoldt, Rathjensdorf, Bösdorf, Grebin und Kirchnüchel und im Kreis Ostholstein in den Gemeinden Bosau, Malente, Eutin und Kasseedorf. Es liegt fast vollständig im Naturraum „Holsteinische Schweiz“ (Landschafts-ID 70208), in der Haupteinheit Ostholsteinisches Hügelland. Diese ist wiederum Teil der Naturräumlichen Großregion 2. Ordnung Schleswig-Holsteinisches Hügelland. Das Bundesamt für Naturschutz (BfN) rechnet das FFH-Gebiet in seinem Landschaftssteckbrief zur Landschaft Holsteinische Schweiz. Es hat eine Größe von 6648 Hektar.
Die größte Ausdehnung des FFH-Gebietes besteht mit 24,3 Kilometer in Ostwestrichtung. Die höchste Erhebung ist mit 109 Meter über Normalhöhennull (NHN) der Bökensberg im äußersten Osten des FFH-Gebietes in der Gemeinde Kirchnüchel, der niedrigste Punkt mit 19,9 Meter über NHN ist der mittlere Wasserspiegel der Schwentine beim Eintritt in den Lanker See im äußersten Westen des FFH-Gebietes, siehe Karten 1 und 2.
Das FFH-Gebiet besteht laut NATURA 2000-Standard-Datenbogen (SDB) vom Juli 2020 zu acht Zehnteln aus der FFH-Lebensraumklasse Binnengewässer und im Rest im Wesentlichen aus Uferbewuchs, Grünland und Wäldern, siehe Diagramm 1. Bei den Binnengewässern handelt es sich zum überwiegenden Teil aus Stillgewässern, die mit Fließgewässern miteinander verbunden sind. Die größten Stillgewässer im FFH-Gebiet sind der Große Plöner See, der Kellersee, der Dieksee, der Langensee, der Behler See, der Suhrer See, der Vierer See, der Schöhsee, der Kleine Plöner See, der Schwentinesee, der Kronsee, der Fuhlensee, der Heidensee, der Ukleisee, der Nücheler See und der Lebebensee.
Im Osten betritt das Fließgewässer Ukleiau das FFH-Gebiet westlich der höchsten Erhebung im FFH-Gebiet, dem Bökensberg und mündet nach der Durchquerung des Lebebensees und des Ukleisees in den Kellersee, siehe Karte 2.
Im Süden des Kellersees betritt das Fließgewässer Schwentine das FFH-Gebiet. Als größter Zufluss des Kellersees wird der Abfluss des Kellersees in Malente-Gremsmühlen ebenfalls Schwentine genannt. Sie durchquert danach den Dieksee, den Langensee, den Behler See, den Höftsee, den Großen Plöner See, den Kleinen Plöner See, den Schwentinesee, den Kronsee und den Fuhlensee und verlässt das FFH-Gebiet nach dem Erreichen des Lanker Sees beim Gut Wahlstorf, siehe Karte 2.

## FFH-Gebietsgeschichte und Naturschutzumgebung
Der NATURA 2000-Standard-Datenbogen (SDB) für dieses FFH-Gebiet wurde im Februar 2006 vom Landesamt für Landwirtschaft, Umwelt und ländliche Räume (LLUR) des Landes Schleswig-Holstein erstellt, im September 2004 als Gebiet von gemeinschaftlicher Bedeutung (GGB) vorgeschlagen, im November 2007 von der EU als GGB bestätigt und im Januar 2010 national nach § 32 Absatz 2 bis 4 BNatSchG in Verbindung mit § 23 LNatSchG als besonderes Erhaltungsgebiet (BEG) bestätigt. Der SDB wurde zuletzt im Juli 2020 aktualisiert. Der Managementplan für das FFH-Gebiet wurde am 22. Dezember 2017 veröffentlicht. Dessen Geltungsbereich umfasst nicht die Flächen der Schleswig-Holsteinischen Landesforsten A.ö.R. (SHLF). Für diese gibt es einen gesonderten Managementplan. Dieser behandelt die Waldgebiete des Staatsforstes Eutin östlich des Kellersees bis zum Bökensberg einschließlich des Ukleisees.
Innerhalb des FFH-Gebietes liegt das europäische Vogelschutzgebiet „Großer Plöner See-Gebiet“. Im Westen grenzen das FFH-Gebiet Lanker See und Kührener Teich, im Osten das FFH-Gebiet Gebiet der Oberen Schwentine und im Norden das FFH-Gebiet Grebiner See, Schluensee und Schmarkau unmittelbar an das FFH-Gebiet Seen des mittleren Schwentinesystems und Umgebung.
Große Teile des Naturschutzgebietes „Suhrer See und Umgebung“ sowie die Naturschutzgebiete „Inseln im Großen Plöner See und Halbinsel Störland“ und „Ascheberger Warder im Großen Plöner See“ liegen im FFH-Gebiet.
Die äußerste Spitze im Osten des FFH-Gebietes mit dem Bökensberg liegt im Landschaftsschutzgebiet „Bungsbergvorland mit Högsdorfer Hügelland und Umgebung“. Östlich des Behler Sees liegen Teile des FFH-Gebietes im Landschaftsschutzgebiet „Holsteinische Schweiz“ und am Behler See im Landschaftsschutzgebiet „Trammer See, Schluensee, Wald- und Knicklandschaft zwischen Schöhsee und Behler See und Umgebung“. Im Süden des Großen Plöner Sees liegen Teile das FFH-Gebietes in den beiden Landschaftsschutzgebieten „Bischofs-See“ und „Nehmtener Forst und Nehmtener Ufer des Großen Plöner Sees und Umgebung“. Im Westen liegen Teile des FFH-Gebietes im Landschaftsschutzgebiet „Lanker See und die Schwentine bis zum Kleinen Plöner See und Umgebung“.
Das FFH-Gebiet liegt bis auf den äußersten Westen im Naturpark Holsteinische Schweiz.
Im FFH-Gebiet liegen Teile des landesweiten Biotopverbundsystems, wie die Hauptverbundachsen 1201 und 1403 „Schwentine“, 1694 „Schwentine in Malente“ und die Schwerpunktbereiche 1402 „Seen des mittleren Schwentinesystems“ und 730 „Ostufer des Plöner Sees mit Bischofssee, Vierer See“.

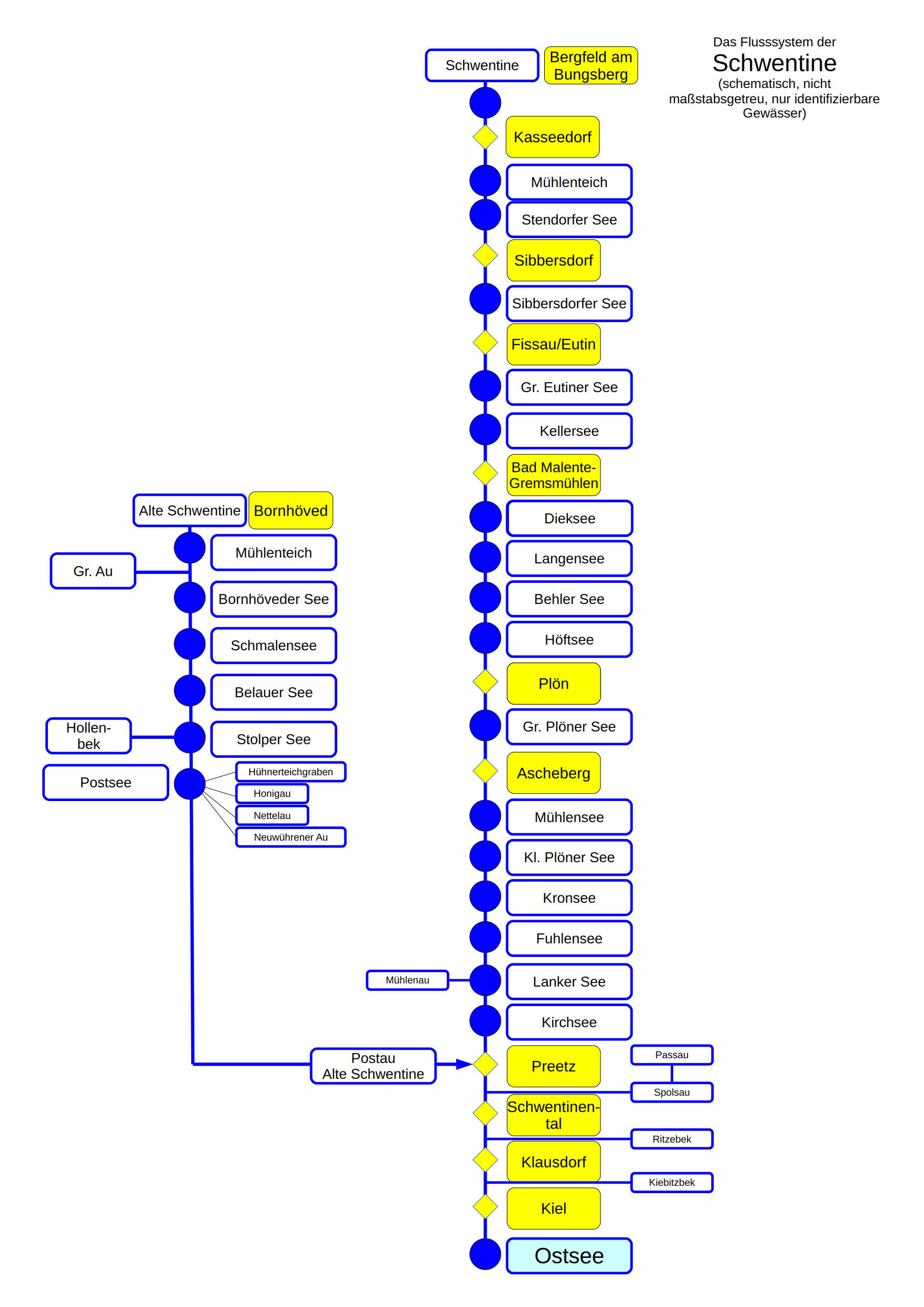
Flusssystem der Schwentine

Mit der Gebietsbetreuung des Vogelschutzgebietes „Großer Plöner See-Gebiet“ wurde nach § 20 LNatSchG durch das LLUR der Naturschutzbund Deutschland, Landesverband Schleswig-Holstein betraut.

## FFH-Erhaltungsgegenstand
Laut Standard-Datenbogen vom Juli 2020 sind folgende FFH-Lebensraumtypen (LRT) und Arten als FFH-Erhaltungsgegenstände mit den entsprechenden Beurteilungen zum Erhaltungszustand der Umweltbehörde der Europäischen Union gemeldet worden (Gebräuchliche Kurzbezeichnung (BfN)):
FFH-Lebensraumtypen nach Anhang I der EU-Richtlinie:
- 3140 Nährstoffarme bis mäßig nährstoffreiche kalkhaltige Stillgewässer mit Armleuchteralgen (Gesamtbeurteilung A)[21]

- 3150 Natürliche und naturnahe nährstoffreiche Stillgewässer mit Laichkraut oder Froschbiss-Gesellschaften (Gesamtbeurteilung B)[22]
- 3260 Fließgewässer mit flutender Wasservegetation (Gesamtbeurteilung B)[23]
- 6510 Magere Flachland-Mähwiesen (Gesamtbeurteilung B)[24]
- 7140 Übergangs- und Schwingrasenmoore (Gesamtbeurteilung C)[25]
- 7210* Sümpfe und Röhrichte mit Schneide (Gesamtbeurteilung B)[26]
- 7220* Kalktuffquellen (Gesamtbeurteilung B)[27]
- 9110 Hainsimsen-Buchenwälder (Gesamtbeurteilung C)[28]
- 9130 Waldmeister-Buchenwälder (Gesamtbeurteilung B)[29]
- 9160 Sternmieren-Eichen-Hainbuchenwälder (Gesamtbeurteilung B)[30]
- 9180* Schlucht- und Hangmischwälder (Gesamtbeurteilung C)[31]
- 91D0* Moorwälder (Gesamtbeurteilung C)[32]
- 91E0* Erlen-Eschen- und Weichholzauenwälder (Gesamtbeurteilung B)[33]

Arten gemäß Artikel 4 der Richtlinie 2009/147/EG und Anhang II der Richtlinie 92/43/EWG und diesbezügliche Beurteilung des Gebiets:
- 4056 Zierliche Tellerschnecke (Gesamtbeurteilung B)[35]
- 1188 Rotbauchunke (Gesamtbeurteilung C)[36]
- 1149 Steinbeißer (Gesamtbeurteilung B)[37]
- 1166 Kammmolch (Gesamtbeurteilung C)[38]
- 1355 Fischotter (Gesamtbeurteilung C)[39]
- 1318 Teichfledermaus (Gesamtbeurteilung A)[40]
- 1134 Bitterling (Gesamtbeurteilung C)[41]
- 1016 Bauchige Windelschnecke (Gesamtbeurteilung B)[42]

Die beiden FFH-Lebensraumtypen der Stillgewässer 3150 Natürliche und naturnahe nährstoffreiche Stillgewässer mit Laichkraut oder Froschbiss-Gesellschaften und 3140 Nährstoffarme bis mäßig nährstoffreiche kalkhaltige Stillgewässer mit Armleuchteralgen nehmen drei Viertel der Gebietsfläche ein, siehe Diagramm 2. Zu Letzteren zählen der große Plöner See, der Vierer See, der Schöhsee, der Behler See, der Suhrer See, der Höftsee, der Dieksee und der Ukleisee. Drittgrößter FFH-LRT mit einem Flächenanteil von knapp sechs Prozent ist der Waldmeister-Buchenwald. Dieser konzentriert sich im Osten des FFH-Gebietes um den Ukleisee und den Bökensberg.
Von 2016 bis 2018 wurde eine Biotopkartierung der FFH-Lebensraum- und Biotoptypen im FFH-Gebiet durchgeführt. Dabei zeigen sich gravierende Unterschiede zu den Angaben im Standarddatenbogen für die Umweltagentur der EU. Dies zeigt sich besonders bei der Zuordnung der Stillgewässer zu den beiden FFH-Lebensraumtypen 3150 Natürliche und naturnahe nährstoffreiche Stillgewässer mit Laichkraut oder Froschbiss-Gesellschaften und.3150 Natürliche und naturnahe nährstoffreiche Stillgewässer mit Laichkraut oder Froschbiss-Gesellschaften. Danach reduziert sich gemäß der Biotopkartierung der Anteil der kalkhaltigen nährstoffarmen Seen um ein Fünftel zugunsten der naturnahen nährstoffreichen Seen, siehe Tabelle 1. Daneben werden in der Biotopkartierung 55 Hektar mehr Waldlebensräume im FFH-Gebiet kartiert.
| FFH-Lebensraumtyp                                                                                         | Fläche (SDB, Juli 2020) [ha] | Fläche (Biotopkartierung, März 2023) [ha] | Abweichung [ha] |
| --- | ---------------------------- | ----------------------------------------- | --------------- |
| 3140 Nährstoffarme bis mäßig nährstoffreiche kalkhaltige Stillgewässer mit Armleuchteralgen               | 3998,1                       | 3158,5                                    | −839,6          |
| 3150 Natürliche und naturnahe nährstoffreiche Stillgewässer mit Laichkraut oder Froschbiss-Gesellschaften | 1009,8                       | 1863,1                                    | 853,3           |
| 3260 Fließgewässer mit flutender Wasservegetation                                                         | 9,1                          | 9,3                                       | 0,2             |
| 6510 Magere Flachland-Mähwiesen                                                                           | 2,5                          | 12,5                                      | 10              |
| 7120 Renaturierungsfähige degradierte Hochmoore                                                           | -                            | 0,5                                       | 0,5             |
| 7140 Übergangs- und Schwingrasenmoore                                                                     | 2,3                          | 0,8                                       | −1,5            |
| 7210* Sümpfe und Röhrichte mit Schneide                                                                   | 0,04                         | 0,5                                       | 0,46            |
| 7220* Kalktuffquellen                                                                                     | 0,8                          | 0,76                                      | −0,04           |
| 9110 Hainsimsen-Buchenwälder                                                                              | 19,6                         | 7,15                                      | −12,45          |
| 9120* Atlantischer, saurer Buchenwald mit Unterholz aus Stechpalme und gelegentlich Eibe                  | -                            | 0,27                                      | 0,27            |
| 9130 Waldmeister-Buchenwälder                                                                             | 389,9                        | 384,8                                     | −5,1            |
| 9160 Sternmieren-Eichen-Hainbuchenwälder                                                                  | 10,1                         | 28,69                                     | 18,59           |
| 9180* Schlucht- und Hangmischwälder                                                                       | 0,2                          | 3,62                                      | 3,42            |
| 9190 Alte bodensaure Eichenwälder auf Sandebenen mit Stieleiche                                           | -                            | 1,43                                      | 1,43            |
| 91D0* Moorwälder                                                                                          | 6,6                          | 4,51                                      | −2,09           |
| 91E0* Erlen-Eschen- und Weichholzauenwälder                                                               | 13,9                         | 39,86                                     | 25,96           |

## FFH-Erhaltungsziele
Aus den oben aufgeführten FFH-Erhaltungsgegenständen werden als FFH-Erhaltungsziele von besonderer Bedeutung die Erhaltung folgender Lebensraumtypen und Arten im FFH-Gebiet vom Ministerium für Energiewende, Landwirtschaft, Umwelt und ländliche Räume des Landes Schleswig-Holstein erklärt:
- 3140 Nährstoffarme bis mäßig nährstoffreiche kalkhaltige Stillgewässer mit Armleuchteralgen
- 3150 Natürliche und naturnahe nährstoffreiche Stillgewässer mit Laichkraut oder Froschbiss-Gesellschaften
- 3260 Fließgewässer mit flutender Wasservegetation
- 6510 Magere Flachland-Mähwiesen
- 7140 Übergangs- und Schwingrasenmoore
- 7210* Sümpfe und Röhrichte mit Schneide
- 7220* Kalktuffquellen
- 9110 Hainsimsen-Buchenwälder
- 9130 Waldmeister-Buchenwälder
- 9160 Sternmieren-Eichen-Hainbuchenwälder
- 9180* Schlucht- und Hangmischwälder
- 91D0* Moorwälder
- 91E0* Erlen-Eschen- und Weichholzauenwälder
- 1149 Steinbeißer
- 1318 Teichfledermaus
- 4056 Zierliche Tellerschnecke

Aus den oben aufgeführten FFH-Erhaltungsgegenständen werden als FFH-Erhaltungsziele von Bedeutung die Erhaltung folgender Lebensraumtypen und Arten im FFH-Gebiet vom Ministerium für Energiewende, Landwirtschaft, Umwelt und ländliche Räume des Landes Schleswig-Holstein erklärt:
- 1016 Bauchige Windelschnecke
- 1188 Rotbauchunke
- 1166 Kammmolch
- 1355 Fischotter

Damit sind alle FFH-Erhaltungsgegenstände als FFH-Erhaltungsziele übernommen worden.

## FFH-Analyse und Bewertung
Das Kapitel FFH-Analyse und Bewertung im Managementplan beschäftigt sich unter anderem mit den aktuellen Gegebenheiten des FFH-Gebietes und den Hindernissen bei der Erhaltung und Weiterentwicklung der FFH-Lebensraumtypen und Arten. Die Ergebnisse fließen in den FFH-Maßnahmenkatalog ein.
Die im FFH-Gebiet ausgewiesenen FFH-LRT-Flächen haben zu knapp drei Vierteln eine sehr gute und zu einem Viertel eine gute Gesamtbewertung im SDB erhalten, siehe Diagramm 4. Hierbei handelt es sich bei den sehr gut bewerteten Flächen ausschließlich um den FFH-Lebensraumtyp 3140 Nährstoffarme bis mäßig nährstoffreiche kalkhaltige Stillgewässer mit Armleuchteralgen und bei den gut bewerteten Flächen um den FFH-Lebensraumtyp 3150 Natürliche und naturnahe nährstoffreiche Stillgewässer mit Laichkraut oder Froschbiss-Gesellschaften, sowie die Fließgewässer und der überwiegende Teil der Waldlebensraumtypen. Auffällig ist dabei, dass alle Gewässerlebensraumtypen in der Kategorie Erhaltungszustand nur eine ungenügende Bewertung erhalten haben. Ein Grund kann darin liegen, dass für die Bewertung des Erhaltungszustandes neben der Bewertung gemäß der FFH-Richtlinie, die Einhaltung der europäischen Wasserrahmenrichtlinie (WRRL) mit berücksichtigt werden muss. Gemäß der WRRL sollen alle größeren Gewässer in der Europäischen Union bis zum Jahre 2028 einen guten ökologischen und chemischen Zustand erreicht haben.
Die meisten Gewässer des FFH-Gebietes unterliegen wegen ihrer Größe der Berichtspflicht über ihren chemischen und ökologischen Zustand an die Umweltbehörde der Europäischen Union, siehe Tabelle 2. Keines dieser Gewässer erfüllt die Anforderungen der WRRL (Stand März 2023). Allen gemeinsam ist die Überschreitung der Grenzwerte für Bromierte Diphenylether (BDE), Quecksilber und Quecksilberverbindungen.
| Lfd.-Nr. | Wasserkörper                 | Länge [km] / Fläche [km²] | Ökologischer Zustand | Chemischer Zustand | Prioritäre Stoffe mit Überschreitung der Umweltqualitätsnormen (UQN)  |
| -------- | ---------------------------- | ------------------------- | -------------------- | ------------------ | --------------------------------------------------------------------- |
| 1        | Schwentine Zulauf Lanker See | 3,52 km                   | mäßig                | nicht gut          | Bromierte Diphenylether (BDE) Quecksilber und Quecksilberverbindungen |
| 2        | Schwentinesee                | 0,624 km²                 | unbefriedigend       | nicht gut          | Bromierte Diphenylether (BDE) Quecksilber und Quecksilberverbindungen |
| 3        | Kleiner Plöner See           | 2,654 km²                 | mäßig                | nicht gut          | Bromierte Diphenylether (BDE) Quecksilber und Quecksilberverbindungen |
| 4        | Großer Plöner See            | 29,652 km²                | unbefriedigend       | nicht gut          | Bromierte Diphenylether (BDE) Quecksilber und Quecksilberverbindungen |
| 5        | Vierer See                   | 1,334 km²                 | unbefriedigend       | nicht gut          | Bromierte Diphenylether (BDE) Quecksilber und Quecksilberverbindungen |
| 6        | Suhrer See                   | 1,372 km²                 | mäßig                | nicht gut          | Bromierte Diphenylether (BDE) Quecksilber und Quecksilberverbindungen |
| 7        | Schöhsee                     | 0,775 km²                 | mäßig                | nicht gut          | Bromierte Diphenylether (BDE) Quecksilber und Quecksilberverbindungen |
| 8        | Behler See                   | 3,302 km²                 | mäßig                | nicht gut          | Bromierte Diphenylether (BDE) Quecksilber und Quecksilberverbindungen |
| 9        | Dieksee                      | 3,752 km²                 | unbefriedigend       | nicht gut          | Bromierte Diphenylether (BDE) Quecksilber und Quecksilberverbindungen |
| 10       | Kellersee                    | 5,526 km²                 | unbefriedigend       | nicht gut          | Bromierte Diphenylether (BDE) Quecksilber und Quecksilberverbindungen |
| 11       | Ukleiau                      | 3,85 km                   | unbefriedigend       | nicht gut          | Bromierte Diphenylether (BDE) Quecksilber und Quecksilberverbindungen |

Die Waldgebiete entlang der Seeufer im FFH-Gebiet gehören zum großen Teil zu den Schleswig-Holsteinischen Landesforsten. Diese werden nach den Handlungsgrundsätzen für die Schleswig-Holsteinischen Landesforsten bewirtschaftet, dazu gehört auch die Einhaltung der NATURA 2000-Vorgaben. Die SHLF-Flächen um den Ukleisee und am Ostufer des Kellersees sind zu Naturwald erklärt worden und jeglicher Nutzung entzogen. Weitere Waldflächen stehen unter Vertragsnaturschutz und werden nach dem Vertragsmuster „Vertragsnaturschutz im Wald“ bewirtschaftet.

## FFH-Maßnahmenkatalog
Der FFH-Maßnahmenkatalog im Managementplan führt in der Regel neben den bereits durchgeführten Maßnahmen geplante Maßnahmen zur Erhaltung und Entwicklung der FFH-Lebensraumtypen im FFH-Gebiet an. In diesem Fall enthält der Managementplan für das FFH-Teilgebiet ohne Einbeziehung der Flächen der Schleswig-Holsteinischen Landesforsten keine Angabe über bereits durchgeführte Maßnahmen und keine konkreten notwendigen Erhaltungs- und Entwicklungsmaßnahmen. Der Managementplan des Teilgebietes der Schleswig-Holsteinischen Landesforsten (SHLF) hingegen enthält diese Angaben. Weiterhin sind die Maßnahmen für dieses Teilgebiet in einer Maßnahmenkarte beschrieben, sowie zur Projektverfolgung in 15 Maßnahmenblättern tabellarisch erfasst.
Da es sich hier sowohl um ein Naturschutzgebiet, als auch ein europäisches Vogelschutzgebiet handelt, muss der vorgeschlagene Maßnahmenkatalog viele Erhaltungsziele gleichzeitig berücksichtigen. Hierbei sind Zielkonflikte nicht auszuschließen.
Das Gebiet ist ein Rast-, Brut- und Überwinterungsgebiet für Wasservögel von überregionaler Bedeutung. Die Ausscheidungen von mehreren Tausend Tieren sorgen für einen Anstieg der Nährstoffe in den Seen und auf den Grünlandflächen der Umgebung. Die Grünlandflächen müssen weiterhin extensiv bewirtschaftet werden, um für brütende Vögel attraktiv zu sein.
Im Teilgebiet SHLF-Flächen befinden sich mehrere nicht mehr genutzte ehemalige Fischteiche. Die Teiche sind als Lebensraum für Amphibien wie die Rotbauchunke und den Kammmolch nur dann geeignet, wenn sie möglichst fischfrei sind oder über flache Sumpfgebiete zur geschützten Ablage des Laiches verfügen. Auf einen aktiven Fischbesatz wird deshalb verzichtet.
In den Röhrichtbereichen am Ukleisee gibt es kleinteilige Populationen von seltenen Schneckenarten, die als FFH-Erhaltungsgegenstände unter die FFH-Richtlinie fallen. In diesen Bereichen sollen keine Angelstege mehr errichtet werden.

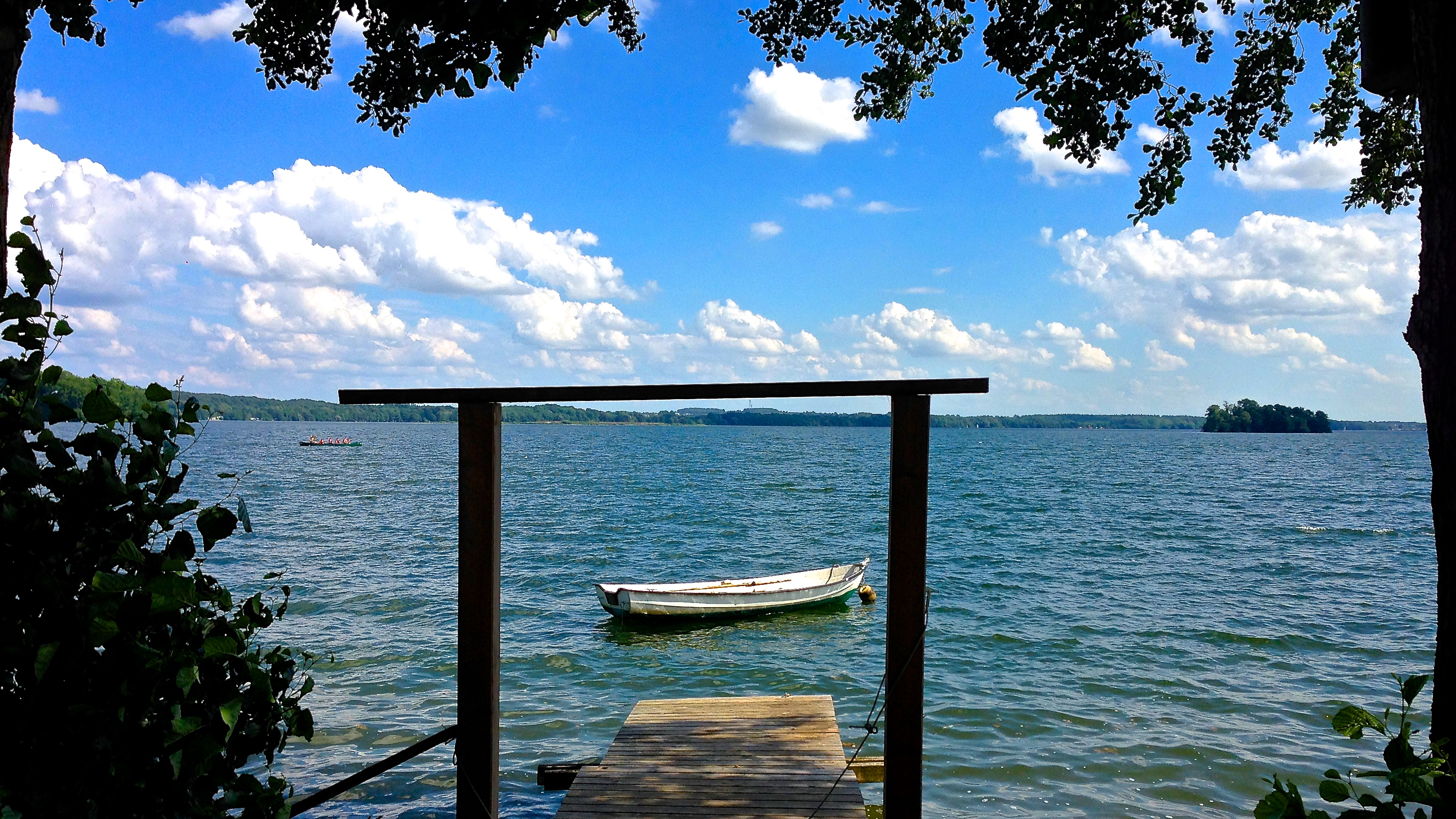
Großer Plöner See
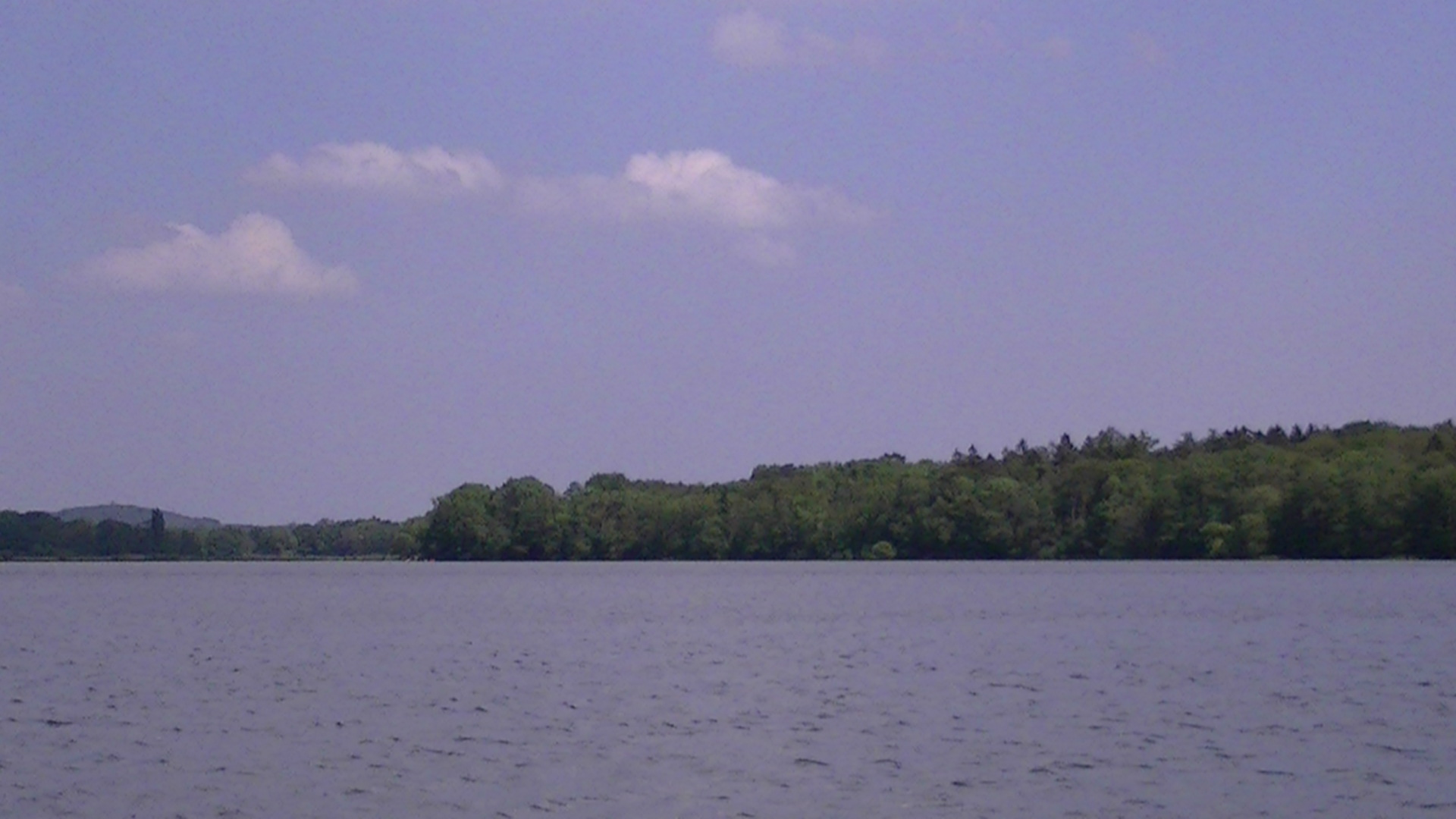
Behler See
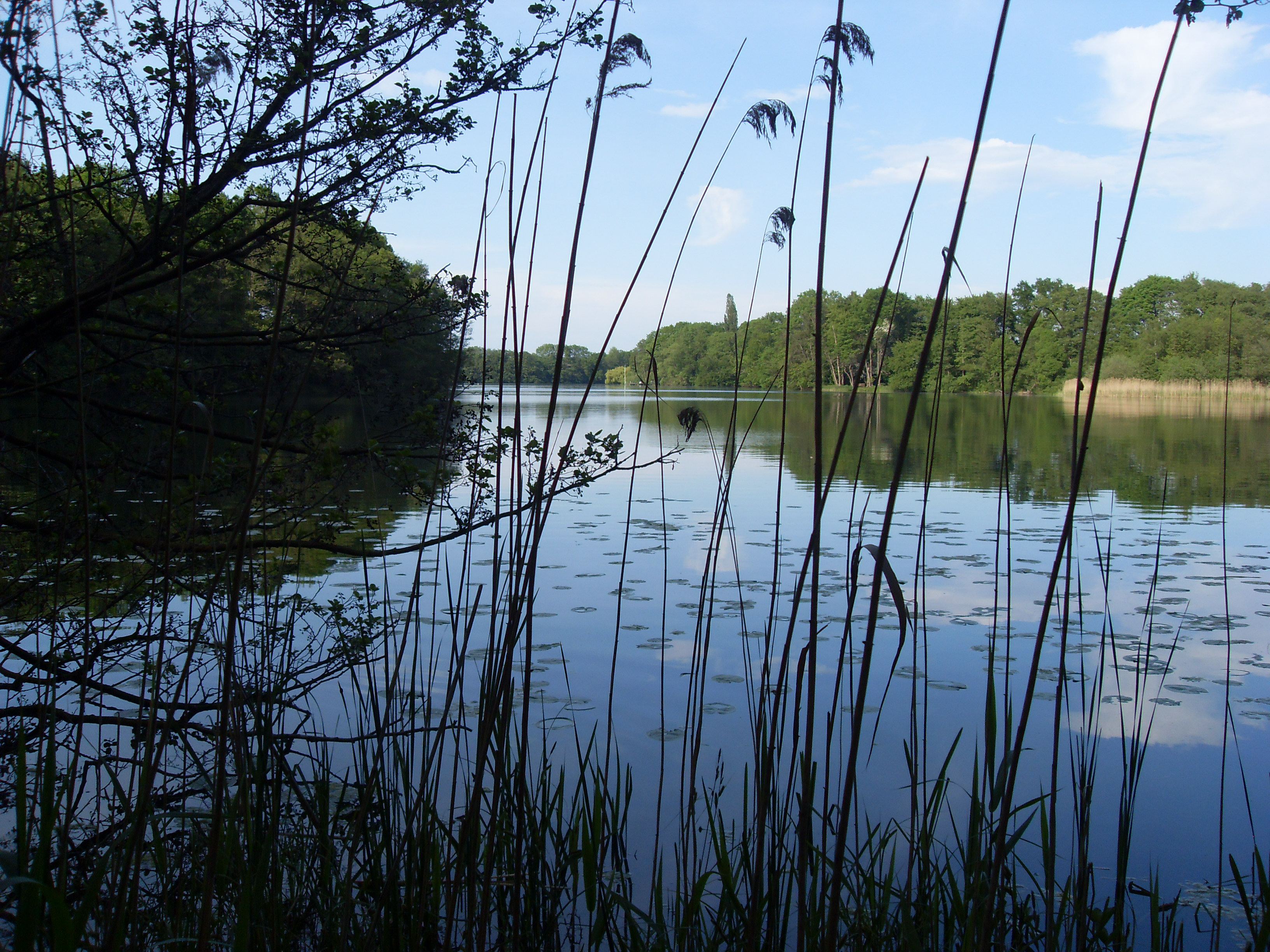
Suhrer See
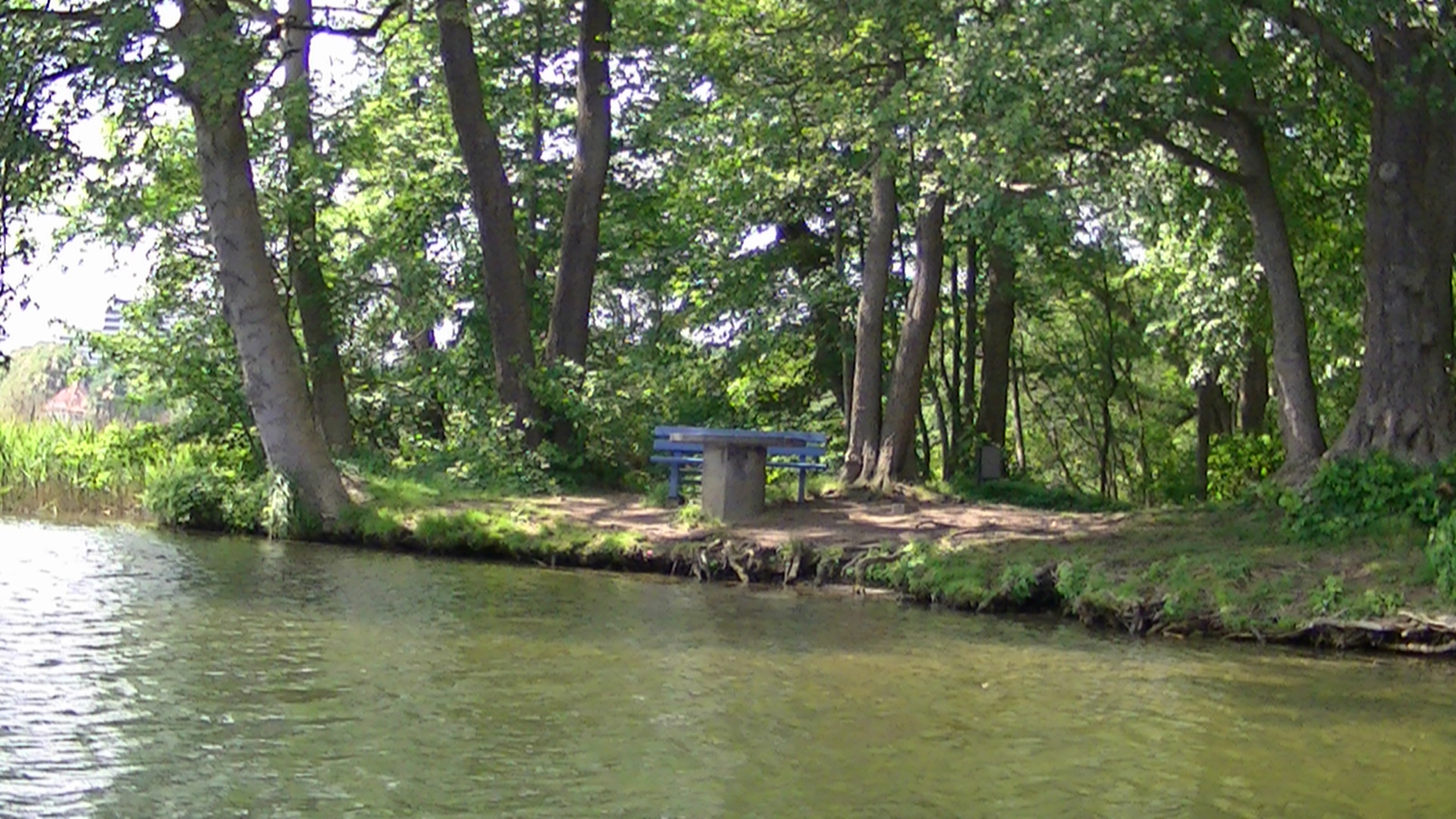
Durchfahrt Behler See - Höftsee
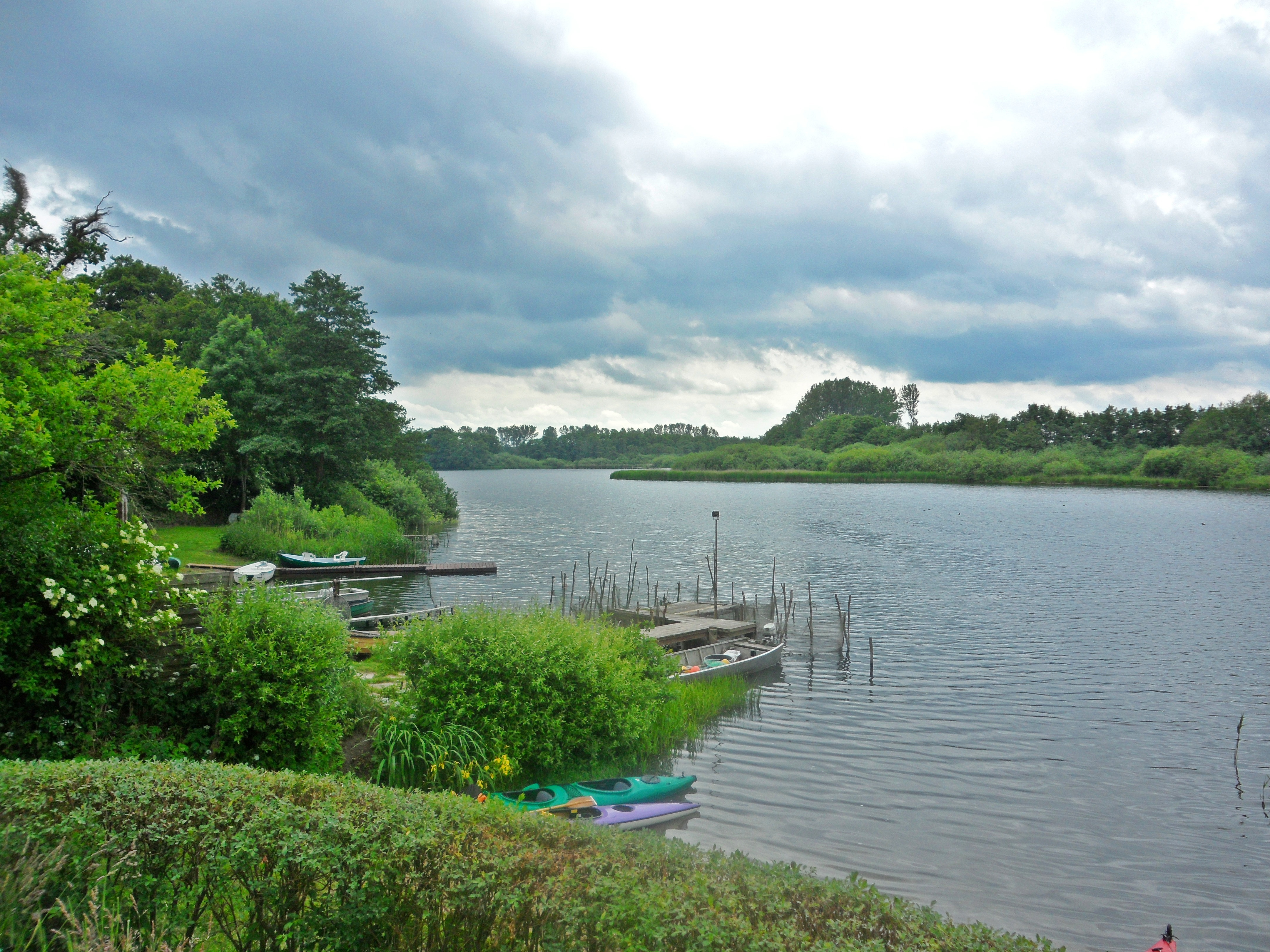
Fuhlensee Wahlstorf

## FFH-Erfolgskontrolle und Monitoring der Maßnahmen
Eine FFH-Erfolgskontrolle und Monitoring der Maßnahmen findet in Schleswig-Holstein alle 6 Jahre statt. Die Ergebnisse des letzten Monitorings wurden am 21. März 2012 veröffentlicht.